# Nasdaq Nordic
Nasdaq Nordic（ナスダック・ノルディック）は、Nasdaq, Inc.において、スウェーデン・デンマーク・フィンランド・アイスランドの証券取引所の運営および関連する金融サービスの提供を行う一部門であり、ブランドネームとして使用されている。

## 傘下の証券取引所
- ナスダック・ストックホルム
- ナスダック・コペンハーゲン
- ナスダック・ヘルシンキ
- ナスダック・アイスランド（英語版）

## 沿革
ストックホルム証券取引所を運営するOM ABと、ヘルシンキ証券取引所を運営するHelsinki Exchange Group plcが2003年9月に経営統合を行い、OM HEX ABとなった。翌2004年8月に社名をOMX ABに変更、同年11月にコペンハーゲン証券取引所の買収を発表（買収完了は2005年1月）、2006年9月にアイスランド証券取引所を運営するEignarhaldsfelagid Verdbrefathing hfの買収を発表した（買収完了は11月）。
2007年5月、アメリカ合衆国のNasdaq, Inc.がOMXを買収する合意がなされ。買収は途中介入したボース・ドバイによる転売の形を経て、OMX傘下の証券取引所を運営する持株会社NASDAQ OMX Groupが2008年2月に設立された。その後2015年7月、同持株会社傘下の証券取引所はNasdaq, Inc.による運営に移行し、北欧の4つの証券取引所はブランドネーム「Nasdaq Nordic」使用の上で運営されるようになった。